# Chenard et Walcker 1100 Tank
 (août 2025).
Motif : Insuffisamment de sources secondaires démontrant le notoriété requise pour un article Cf WP:CAA et WP:NPER
- Archive Wikiwix
- Bing
- Cairn
- DuckDuckGo
- E. Universalis
- Gallica
- Google
- G. Books
- G. News
- G. Scholar
- Persée
- Qwant
- (zh) Baidu
- (ru) Yandex
- (wd) trouver des œuvres sur Wikidata

| 1. | Préciser le motif de la pose du bandeau. | Précisez le motif de la pose du bandeau en utilisant la syntaxe suivante : {{admissibilité à vérifier\|date=août 2025\|motif=remplacez ce texte par le motif}}                                    |
| 2. | Informer les utilisateurs concernés.     | Pensez à avertir le créateur de l'article, par exemple, en insérant le code ci-dessous sur sa page de discussion : {{subst:avertissement admissibilité à vérifier\|Chenard et Walcker 1100 Tank}} |

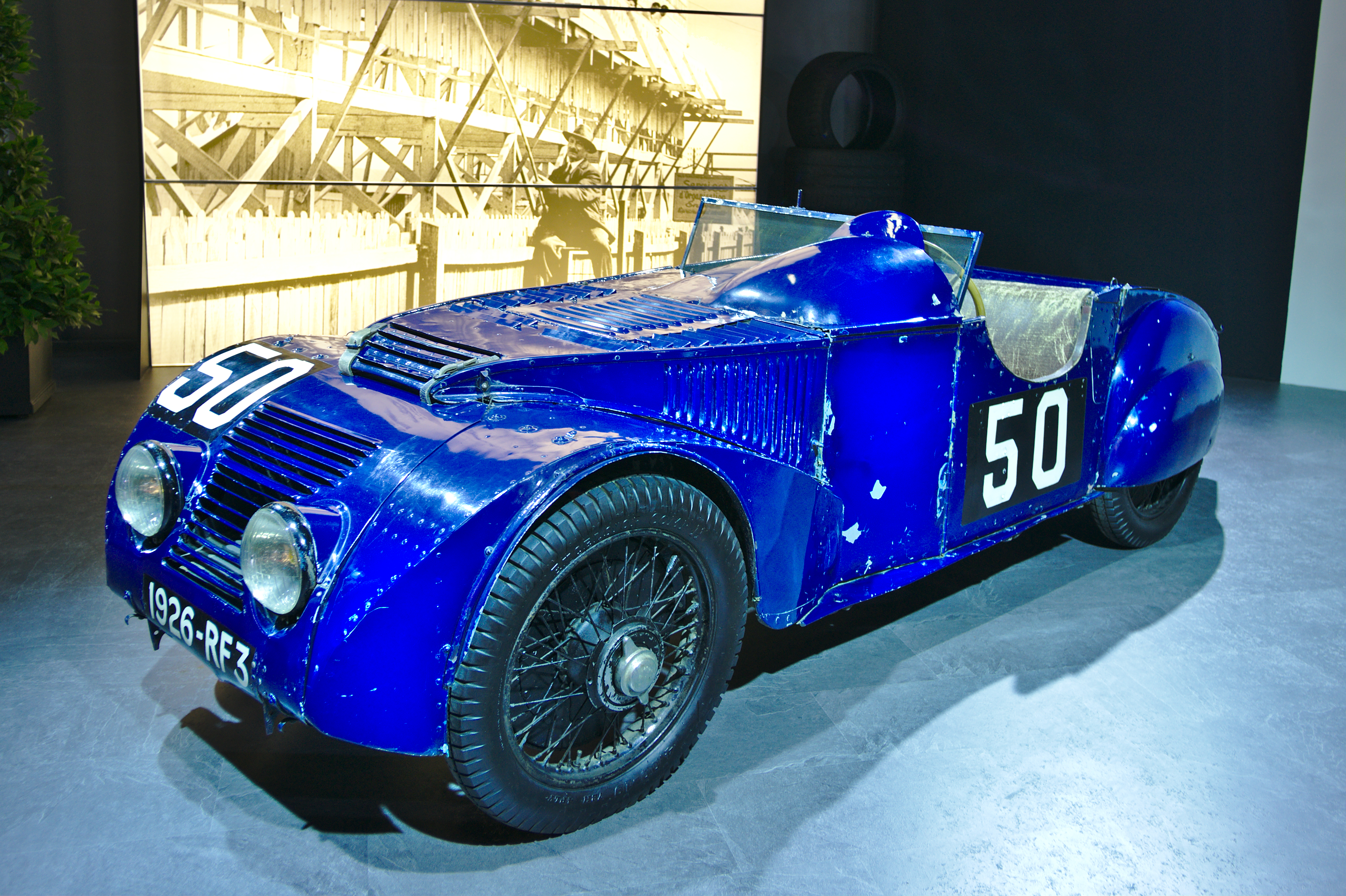
La Chenard & Walcker "Tank", 10e classée aux 24 Heures du Mans 1925 avec Raymond Glaszmann et Raphaël Manso de Zuñiga.

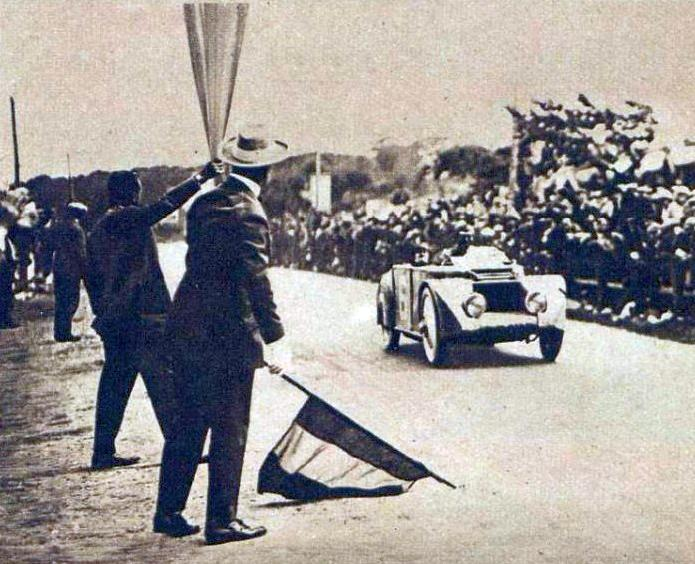
Victoire à la Coupe Georges Boillot 1925, grâce à Lagache.

La Chenard et Walcker 1100 Tank est une voiture de course créée en 1925 par le constructeur automobile français Chenard et Walcker. Elle a remporté plusieurs compétitions entre 1925 et 1937.